# ハワイ交響楽団
ハワイ交響楽団（Hawai`i Symphony Orchestra, 旧称：ホノルル交響楽団、Honolulu Symphony Orchestra）は、1900年に設立されたアメリカのロッキー山脈以西で2番目に古いオーケストラである。現在はホノルルのブレイズデル・センターのコンサートホールを本拠として活動している。

## 概要
元々パンチボウルの斜面にあるクラブハウスで活動していた。1996年から2004年までは指揮者サミュエル・ウォンの指揮下にあった。2007年8月、ミルウォーキー交響楽団の音楽監督を務めていたアンドレアス・デルフスが首席指揮者に就任した。彼は「ハレクラニ名曲シリーズ」で、1シーズンに7回のコンサートを指揮している。2011年から2023年までジョアン・ファレッタ が芸術顧問、2023年からデーン・ラム が音楽監督、イグナス・ジャンがコンサートマスターを務めている。
2014年、ハワイ交響楽団はブロードウェイ音楽、ディズニー・イン・コンサート、シルク・ドゥ・ラ・シンフォニー、ゼルダ・イン・コンサートなどの人気シリーズ「musicthatPOPS」を開始した。

## 歴史
ハワイ交響楽団は、その最初の1世紀の間、一連の変化を遂げてきた。2度の世界大戦、世界恐慌、金融危機、音楽的・文化的な流行の変化にも耐えてきた。
2009年10月30日、ホノルル交響楽団の理事会は、連邦倒産法第11章の適用を申請することを決議した。2009年11月6日、ホノルル交響楽団は2009-2010年シーズンの残りのコンサートの中止を発表。同協会によると、同協会は100万ドルの負債を抱えており、11月以降の運営を支えるだけの資金がないという。
2010年、数百万ドルの赤字に直面した同交響楽団は連邦倒産法第7章に基づき解散したが、翌年、ホノルルの実業家グループによって「ハワイ交響楽団」という新名称で復活した。ジョアン・ファレッタが芸術監督に、シンシナティ交響楽団の元監督スティーブン・モンダーが理事長に就任した。
2010年5月、交響楽団の指導者らは、年間経費を以前の800万ドルから400万ドルに削減することを目標としていると発表した。また、40回の公演スケジュールも半分に削減され、より小さな会場での公演と、チケットの価格を変えて、すべての座席を有料客で満たすことを目指している。2010年10月15日までに連邦破産法第11章に基づく再建計画を提出する事が発表された 。 2010年12月には、連邦破産法第7章に基づく清算を行い、110年後に完了する事が発表された。
2011年4月、ハワイの実業家グループ「交響楽団調査委員会」が、交響楽団の復活に向けた取り組みを発表した。同委員会は交響楽団の資産を買い取り、演奏家との3年契約を交渉し、2011年秋に新シーズンの開幕を予定した。

## 歴代音楽監督
- フリッツ・ハート (1932年–1949年)
- ジョージ・バラティ (1950年–1967年)
- ロバート・ラ・マルチナ (1967年–1979年)
- ドナルド・ジョハノス (1979年–1994年)
- サミュエル・ウォン（英語版） (1996年–2004年)
- アンドレアス・デルフス (2007年–2010年)（首席指揮者）
- ジョアン・ファレッタ（英語版） (2011年–2023年)（芸術顧問）
- デーン・ラム (2023年～ )